# Baltazar Porras
Baltazar Enrique Porras Cardozo (ur. 10 października 1944 w Caracas) – wenezuelski duchowny rzymskokatolicki, arcybiskup Méridy w latach 1991–2023, arcybiskup Caracas w latach 2023–2024, kardynał.

## Życiorys
Ukończył studia filozoficzne w Międzydiecezjalnym Seminarium w Caracas, po czym został zaproszony na studia na uniwersytecie w Salamance. Tam w 1966 uzyskał tytuł licencjata teologii. Na tym samym uniwersytecie uzyskał doktorat w zakresie teologii pastoralnej (1977). Wcześniej, 30 lipca 1967 w katedrze w Calabozo przyjął święcenia kapłańskie. W latach 1978–1979 był wicerektorem seminarium w Caracas, którego jest absolwentem, następnie w okresie między 1979 a 1983 rokiem kierował seminarium w Hatillo.
23 lipca 1983 otrzymał nominację na biskupa pomocniczego archidiecezji Méridy z tytułem biskupa Lamdii. Konsekrowany na biskupa 17 września 1983. 30 października 1991 został arcybiskupem Méridy. W latach 1998–1999 pełnił również funkcję administratora apostolskiego wakującej diecezji San Cristóbal. W latach 1999–2006 pełnił funkcję przewodniczącego Konferencji Episkopatu Wenezueli. W latach 2007–2011 pełnił funkcję wiceprzewodniczącego Konferencji Episkopatu Ameryki Łacińskiej.
Jest doktorem honoris causa Katolickiego Uniwersytetu im. Andrésa Bello w Caracas.
Był przeciwnikiem prezydenta Wenezueli Hugona Cháveza. W swoich wypowiedziach publicznych określał system polityczny swojego kraju jako totalitaryzm, mieszankę koncepcji marksistowskich, populistycznych zbliżoną do systemu panującego na Kubie oraz faszyzmu Hitlera i Mussoliniego. Twierdził również, że ideologia rewolucji boliwariańskiej przyczynia się do sztucznego kreowania konfliktów społecznych, które mają odwracać uwagę społeczeństwa od problemów kraju. Wypowiedzi arcybiskupa są z kolei przedmiotem krytyki publicystów chavistowskich.
9 października 2016 ogłoszono jego nominację kardynalską. Kreowany kardynałem prezbiterem Santi Giovanni Evangelista e Petronio został 19 listopada 2016.
17 stycznia 2023 decyzją papieża Franciszka został przeniesiony na urząd arcybiskupa metropolity Caracas. 28 stycznia 2023 odbył ingres do katedry w Caracas. 31 stycznia 2023 papież Franciszek przyjął jego rezygnację z funkcji arcybiskupa metropolity Méridy.
28 czerwca 2024 papież przyjął jego rezygnację z urzędu arcybiskupa Caracas, złożoną ze względu na wiek. 10 października 2024 w związku z ukończeniem 80 lat utracił prawo do udziału w konklawe.